# Kézigránát

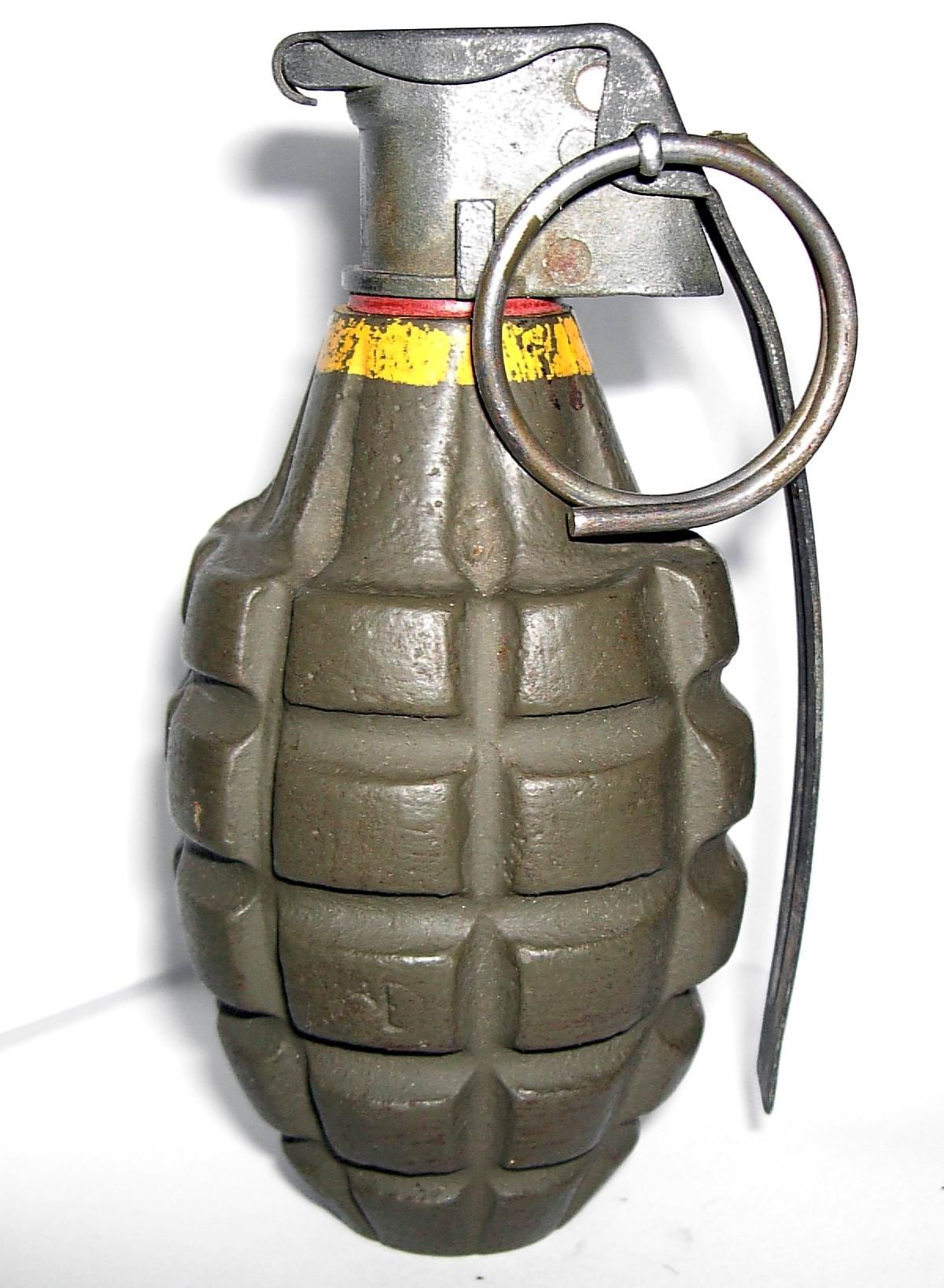
Amerikai Mk 2 kézigránát a második világháborúból

A kézigránát robbanóanyaggal töltött közelharci fegyver, amelyet kézi erővel hajítanak el. Három fajtája létezik: robbanó-, kémiai és füstgránát. A robbanógránát a modern harcászatban terjedt el, működési elve az, hogy a kibiztosítás után egy bizonyos idő elteltével (általában 3-4 másodperc) felrobbanjon. A robbanógránátokon belül megkülönböztetünk támadó- és védőgránátot. Előbbi kevesebb repeszt bocsát ki, míg utóbbi többet, így csak fedezékből szabad elhajítani. Léteznek páncéltörő gránátok is, amelyeket harckocsik ellen fejlesztettek ki, ezeket pedig még az iraki háborúban is használták az amerikaiak ellen.
A kézigránátokat a 15. században kezdték tömegesen alkalmazni, és igen hasznosnak bizonyultak ostromok során. Az 1750-es évektől kezdett csökkenni szerepük a fegyverek hatótávolságának növekedése miatt, azonban az orosz–japán háború harcai során visszanyerte jelentőségét. A nagy jelentőségű mukdeni csatában 600 000 ember harcolt egy 64 kilométeres harcvonalon. Az első világháborúban a lövészárok-hadviselés és a felek közelsége miatt a gyalogos katonák állandó fegyverévé vált. A gyalogság puskával és szuronnyal nem sokat tehetett a jól beásott ellenség ellen, ám a kézigránátok segítségével képes volt tüzérségi támogatás nélkül is megtisztítani a lövészárkokat. A második világháború során az Amerikai Egyesült Államok 50 milliónál is több kézigránátot gyártott.